# 牛津大學基布爾學院
基布爾學院（英語：Keble College），又稱喀比爾學院、客白尔學院、奇博學院，乃為紀念牛津運動核心人物約翰·基布爾，以英國浪漫主義詩人威廉·华兹华斯詩句「朴素生活，高尚思考」為格言，於19世紀牛津大學博物館正對面空地為學院用地而創建的牛津大學學院。
基布爾學院為牛津大學最大的学院之一，其红砖建筑使该学院外观与众不同，位于牛津城市中心的牛津大學自然史博物館正對面，為2012年世界羊驼大會於此學院場地舉辦。

## 牛津運動
牛津運動，為英國19世紀宗教改革和社會革新運動，而牛津基布爾學院的成立則為牛津運動精神體現時產物。牛津運動核心人物約翰·基布爾死後，其朋友以其詩作版稅為基礎，發起募款創辦學院。
基布爾學院的紐曼方庭（Newman quad）則是紀念另外一位牛津運動主要領袖約翰·亨利·紐曼而命名。
- 雜誌《闲暇时光》（Lesiure hour）的約翰·基布爾的肖像
- 約翰·亨利·紐曼的肖像

### 學院格言
此學院於1868年創建時，目標是要吸引比較不富裕而願過簡樸生活的學生，其格言「樸素生活，高尚思考」採用英國浪漫主義詩人威廉·华兹华斯詩句（plain living and high thinking）。提倡樸素學生生活和擴大窮學生進入牛津受教，反映牛津運動下創校精神。

### 學院學生階級組成
基布爾學院創辦之初的學生階級組成，不同於其他牛津學院的貴族氣息，比較中產階級。
基布爾學院以半獨立的態勢加入牛津大學，在當時引起原牛津大學及英國保守人士反彈，其建築採當時前衛的設計，也招到其他學院學生及社會人士的輕蔑：如作家Potter批評該建築「固執的醜陋...只會讓人想到倫敦貧困的郊區」。
牛津基布爾學院在女性入牛津大學及後來女性學院的設立上，做了開啟前例的示範模式。Sheila Cameron為牛津基布爾學院歷史上第一任女性院長。

## 姐妹學院
姐妹學院剑桥大学塞尔文学院的建築和章程模仿基布爾學院。基布爾學院創校的節約及樸素原則，倡議創剑桥大学塞尔文学院的支持者強調是該校創校的核心及本質：「建一個一般的學院，而不是神學院，一個教導所有人的學院，而不是教育神職人員的學院」。

## 學院建築及空間
學院建築是牛津學院當中第一個用磚而非塊石建成的學院，也是第一個由公開募捐經費建成的學院，學院建築群中最著名的為威廉·巴特菲爾德建造的紅磚主建物；而牛津學院建築群被譽為建築師威廉·巴特菲爾德最重要的設計作品。
學院在牛津大學博物館正對面空地，於1868年到1882年之間完成，而建築師威廉·巴特菲爾德偏離牛津大學建築傳統的手法就是用紅磚取代傳統的塊石，面對他人對其選材的批評，他回應：「老的牛津學院用了不好的在地塊石，而當時沒有磚塊可用。牛津今日有磚塊可用但沒有塊石」。
學院建築激進設計體現樸素生活，高尚思考的創校理想，如飯堂是牛津眾學院中最長的，原因不是為了要建築的虛張聲勢（bravado），而是要能一次讓所有學生坐進的經濟考量。
建築師威廉·巴特菲爾德亦在學院教堂使用彩繪（polychromy）等冒險手法。其學院建築在建築史被分類為哥德復興式建築作品。
- 基布爾學院圖書館
- 基布爾學院飯堂
- SCR（Senior Common Room）教授交誼廳

學院主建物除了有圖書館外，還有牛津眾學院中最長或最大的飯堂。
和其他牛津學院類似，基布爾學院將有貢獻人士將各方庭（quads）以紀念，Liddon方庭是紀念Henry Parry Liddon，Pusey Quad方庭是紀念Edward Bouverie Pusey。
其教堂為該學院音樂社團的主要訓練及演奏基地，在英國戰後的音樂史亦有正面貢獻。
- 基布爾學院Liddon方庭
- 基布爾學院Liddon方庭
- 基布爾學院Liddon方庭

## 世界之光

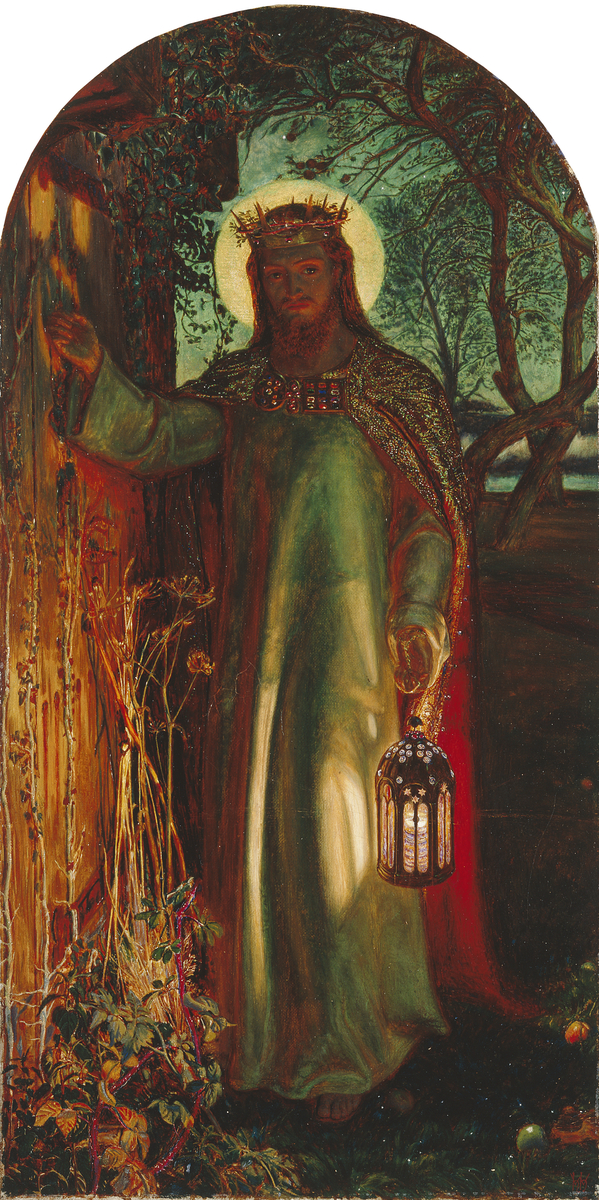
《世界之光》

威廉·霍爾曼·亨特的名畫《世界之光》，目前在牛津大學基布爾學院的教堂偏房內，平時供遊客參觀。

## 知名畢業生
- 衛奕信，第27任香港總督，畢業於牛津大學基布爾學院，主修歷史。
- 伊姆兰·汗，第22任巴基斯坦总理，毕业于牛津大学基布尔学院，主修哲學、政治學及經濟學。